# Bismarckhängpapegoja
Bismarckhängpapegoja (Loriculus tener) är en fågel i familjen östpapegojor inom ordningen papegojfåglar.

## Utbredning och systematik
Fågeln förekommer på öarna Niu Briten, Niu Ailan och Lavongai och är endemisk för Bismarckarkipelagen. Den behandlas som monotypisk, det vill säga att den inte delas in i några underarter.

## Status
IUCN kategoriserar arten som livskraftig.